# Tan's Film
La Tan's Film  è stata una casa di produzione cinematografica con sede a Batavia, nelle Indie orientali olandesi (rispettivamente ora Giacarta e l'Indonesia). Fondata nel 1929 dai fratelli Tan Khoen Yauw e Tan Khoen Hian, produsse film orientati verso un pubblico di nativi indonesiani. A partire da Njai Dasima nel 1929, realizzò quindici film prima di essere definitivamente smantellata a seguito dell'Occupazione giapponese delle Indie orientali olandesi, nel 1942. I fratelli Tans e Wong fondarono così la Tan & Wong Bros nel 1948 per continuare questo lavoro.

## Filmografia
La filmografia completa della Tan's Film, così come è stata ricostruita da Biran.
- Njai Dasima, regia di Lie Tek Swie (1929/1930)
- Nancy Bikin Pembalesan, regia di Lie Tek Swie (1930)
- Melati van Agam, regia di Lie Tek Swie (1930)
- Si Ronda, regia di Lie Tek Swie (1930)
- Huwen op Bevel, regia di G. Krugers (1931)
- Njai Dasima, regia di Bachtiar Effendi (1932)
- Fatima, regia di Joshua ed Othniel Wong (1938)
- Gagak Item, regia di Joshua ed Othniel Wong (1939)
- Siti Akbari, regia di Joshua ed Othniel Wong (1940)
- Sorga Ka Toedjoe, regia di Joshua ed Othniel Wong (1940)
- Roekihati, regia di Joshua ed Othniel Wong (1940)
- Koeda Sembrani, regia di Joshua ed Othniel Wong (1941)
- Poesaka Terpendam[N 1] (1941)
- Aladin dengan Lampu Wasiat, regia di Sisworo Gautama Putra (1941)